# Asterix: Het geheim van de toverdrank
Het geheim van de toverdrank (Frans: Astérix : Le Secret de la potion magique) is een Franse computeranimatiefilm uit 2018 die gebaseerd is op het Asterix-prentenboek Het geheim van de toverdrank. Het is de tweede Asterix-film die gemaakt is als 3D-animatiefilm.

## Verhaal
Nadat de druïde Panoramix tijdens het zoeken in het bos naar ingrediënten voor de toverdrank zijn voet heeft gebroken bij een ongeluk, besluit hij met pensioen te gaan en zijn taak als druïde te stoppen. Dit zorgt voor grote opschudding in het dorp. Asterix komt dan tot de conclusie dat ze op zoek moeten gaan naar een jonge opvolger voor Panoramix. Asterix, Obelix en de rest van de Galliërs doorzoeken heel Gallië om voor hun dorp een nieuwe druïde te zoeken.

## Rolverdeling
| Personage       | Franse stem       | Nederlandse stem | Vlaamse stem   |
| --------------- | ----------------- | ---------------- | -------------- |
| Asterix         | Christian Clavier | Huub Dikstaal    | Warre Borgmans |
| Obelix          | Guillaume Briat   | Bas Keijzer      | Ivan Pecnik    |
| Panoramix       | Bernard Alane     | Frans Maas       | Frans Maas     |
| Assurancetourix | Arnaud Léonard    | Simon Zwiers     | Simon Zwiers   |
| Teleferix       | Alex Lutz         | Dylan Haegens    | Dylan Haegens  |

Overige stemmen: Ab Zagt, Marit Brugman, Rick Vermeulen en Sander de Heer

## Achtergrond
De oorspronkelijke stem van Asterix werd jarenlang gedaan door stemacteur Roger Carel. Dit is de eerste animatiefilm waarin Roger Carel zijn stem niet aan Asterix leent, omdat hij in 2014 met pensioen ging, net na zijn vertolking van Asterix in Asterix en de Romeinse Lusthof (2014). De rol wordt overgenomen door Christian Clavier, hij speelde ook Asterix in de twee live-actionfilms Asterix & Obelix tegen Caesar (1999) en Asterix & Obelix: missie Cleopatra (2002).

## Trivia
- De naam Teleferix is gebaseerd op de naam Teleferic uit Asterix en de Gothen.
- Nogalfix uit De strijd van de stamhoofden heeft een rolletje in de film. Hij is een van de stamhoofden die Asterix bezoekt.
- Tijdens een flashback uit de film wordt er met stenen uit Egypte door Egyptenaren gegooid. Dit is een verwijzing naar Asterix en Cleopatra.
- Sulfurix heeft de kleding van Xynix uit De ziener.
- Jezus Christus heeft ook een cameo. Hij is de druïde, die broden vermenigvuldigt.
- De manier waarop Obelix Panoramix draagt is dezelfde manier als hoe Chewbacca C-3PO draagt.
- De rivaliteit tussen Panoramix en Sulfurix doet men sterk denken aan de rivaliteit tussen Gandalf en Saruman.